# Лопарская (станция)
Лопа́рская (до 1915 — Кра́сный Плёс) — железнодорожная станция (тип населённого пункта) в Кольском районе Мурманской области, в 31 км от города Кола. Организована в середине 1930-х годов. Входит в сельское поселение Пушной.

## География
Включена в перечень населённых пунктов Мурманской области, подверженных угрозе лесных пожаров.

## История
До 1915 года станция называлась Красный Плёс.
В первой декаде сентября, с 1986 года, в Лопарской проходят ежегодные Саамские игры.

## Население
| 2002 | 2010 |
| ---- | ---- |
| 269  | ↘173 |

Численность населения, проживающего на территории населённого пункта, по данным Всероссийской переписи населения 2010 года составляет 173 человека, из них 93 мужчины (53,8 %) и 80 женщин (46,2 %).

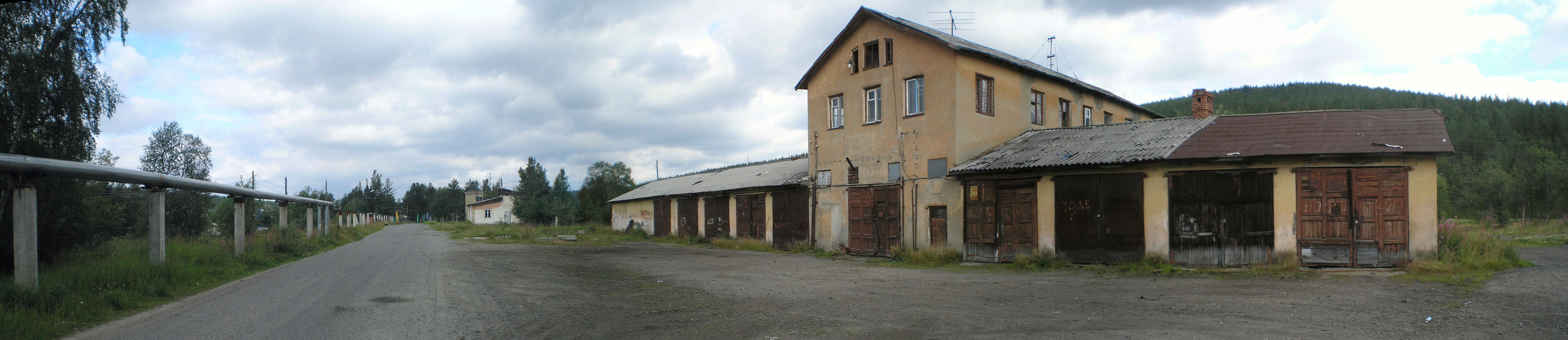
Улица в Лопарской